# Lispe cancellata
Lispe cancellata är en tvåvingeart som beskrevs av Canzoneri och Giuseppe Giovanni Antonio Meneghini 1966. Lispe cancellata ingår i släktet Lispe och familjen husflugor.
Artens utbredningsområde är Turkiet. Inga underarter finns listade i Catalogue of Life.